# Apostoliska tidsåldern
Apostoliska tidsåldern, också kallat apostoliska eran eller urkristendom är det skede inom kristendomen, som följer på avslutningen av Jesu historiska liv och verk och föregår den kristna religionsbildningens begynnande konsolidering till den rättsligt och dogmatiskt organiserade romersk-katolska kyrkan. 
Urkristendomens tid infaller mellan tidpunkten för Jesu bortgång omkring år 30 och tiden omkring 130–150. Man brukar inom urkristendomen skilja mellan två perioder: 
1. den apostoliska tiden, och
2. den efterapostoliska (bättre: den äldsta efterapostoliska) tiden.

Skiljelinjen infaller omkr. 70. Vid denna tidpunkt var i stort sett alla de ledande apostoliska personerna, vilka stått Jesus personligen nära, ävensom Paulus, döda; då började den andra generationens tid, apostlalärjungarnas tid. Denna tidpunkt sammanfaller dock med den, då genom Jerusalems förstöring och den judiska nationens upplösning den äldsta kristendomens yttre ställning väsentligen förändrades, i det att dess tyngdpunkt måste förläggas utom Palestinas område, varigenom den ock mer och mer ställdes under hellenistiskt kulturinflytande. Källorna för vår kunskap om urkristendomen är först och främst de nytestamentliga skrifterna, vilka i stort sett uppkommit under senare hälften av första århundradet. Från förra hälften av 100-talet har vi de så kallade apostoliska fädernas skrifter, främst Ignatius brev och Hermas "Herde". Viktiga är också Didache, de äldsta apokryfiska evangelierna och apostlaakterna. Slutligen är att nämna de äldsta apologeternas skrifter samt en del på äldre källor vilande notiser hos Eusebius, i hans kyrkohistoria, och hos Epiphanius av Salamis, Hippolytos och andra kyrkofäder, särskilt i fråga om urkristendomens sektväsen. 
Inom den urkristna fromheten har man först och främst att skilja mellan den judekristna riktningen och den hellenistiskt kristna riktningen. Den förra hävdade den mosaiska lagens förbindande kraft, i den mån denna ännu gick att upprätthålla. Den senare hävdade kristendomens frihet från den yttre lagen och satte i dess ställe Andens lag och de ordningar, som naturligt växte upp på den frigjorda kristendomens grund. Striden mellan de båda riktningarna har satt spår efter sig i Apostlagärningarna och i vissa av Paulus brev. Genom starkare uppblandning med hellenistisk-orientaliska föreställningar uppstod redan i detta tidevarv å ena sidan den judekristna gnosticismen och å den andra den hednakristna gnosticismen, vilken i det följande tidsskedet blev av så stor betydelse för den kristna kyrkan. För övrigt kännetecknas urkristendomen av stor organisatorisk frihet (före hierarkins uppkomst), vitt utrymme åt den pneumatiska begåvningen (före den nytestamentliga kanons uppkomst), stor frihet i fråga om de religiösa föreställningarna (före dogmats uppkomst) och utmärkes slutligen av stark eskatologisk spänning (före tillbakaträdandet av tanken om Herrens snara ankomst).